# Sabrina Cinili
Sabrina Cinili (Roma, 22 aprile 1989) è un'ex cestista italiana.
Giocava come ala in Serie A1 e nella Nazionale.
Dal 5 luglio 2023, dopo aver annunciato il ritiro dal basket giocato, diventa club manager della Virtus Bologna Femminile

## Carriera

### Nei club
Ha giocato in Serie A2 e in A1 con il San Raffaele Basket.
Nell'estate 2008 le è stata offerta una borsa di studio per giocare e studiare nella Northwestern University ed è richiesta da Schio, ma preferisce scendere di categoria per giocare con Pomezia.
Nel 2009 passa ad Umbertide.
Dopo un'esperienza nel campionato turco e una partecipazione all'Eurolega, torna in Italia ingaggiata da Ragusa.

### In Nazionale
Ha fatto tutta la trafila nelle giovanili della Nazionale italiana. Fa il suo esordio ufficiale agli Europei Cadette in Turchia nel 2003, in cui l'Italia giunge decima e prosegue l'anno successivo con il quinto posto nell'Europeo Under-16 in Italia.
Entra nell'Under-18 nel 2007: l'Italia chiude ottava all'Europeo in Serbia.
Disputa due Europei Under-20: nel 2008 totalizza una media di 7,4 punti e 3,9 rimbalzi, ma l'Italia padrone di casa si classifica ottava; nel 2009 fa 8,6 punti e 3,6 rimbalzi a partita, l'Italia è nona nel massimo torneo continentale disputato a Gdynia.
Nel maggio 2010 è inserita nel gruppo delle 28 atlete selezionate dal c.t. Giampiero Ticchi per il raduno di preparazione alle qualificazioni per l'Europeo 2011 con la Nazionale maggiore.

## Statistiche

### Presenze e punti nei club
Statistiche aggiornate al 31 maggio 2010
| Stagione        | Squadra               | Competizione | Partite | Partite | Partite | Statistiche tiro | Statistiche tiro | Statistiche tiro | Altre statistiche | Altre statistiche | Altre statistiche | Altre statistiche | Altre statistiche |
| Stagione        | Squadra               | Competizione | Pres.   | Titol.  | Minuti  | Tiri da 2        | Tiri da 3        | Liberi           | Rimb.             | Assist            | Rubate            | Stopp.            | Punti             |
| --------------- | --------------------- | ------------ | ------- | ------- | ------- | ---------------- | ---------------- | ---------------- | ----------------- | ----------------- | ----------------- | ----------------- | ----------------- |
| 2005-2006       | San Raffaele Marino   | Serie A2     | 34      | 2       | 670     | 51/133           | 0/7              | 29/46            | 101               | 10                | 76                | 18                | 133               |
| 2006-2007       | San Raffaele Roma     | Serie A1     | 24      | 0       | 260     | 26/54            | 0/3              | 9/14             | 49                | 3                 | 15                | 2                 | 61                |
| 2007-2008       | Fiera di Roma Pomezia | Serie A1     | 29      | 7       | 423     | 24/50            | 3/11             | 6/11             | 60                | 6                 | 20                | 11                | 63                |
| 2008-2009       | RomaSistemi Pomezia   | Serie A2     | 29      | 8       | 741     | 79/161           | 1/11             | 36/57            | 152               | 9                 | 52                | 26                | 197               |
| 2008-2009       | Città Futura Roma     | Serie B1     |         |         |         |                  |                  |                  |                   |                   |                   |                   |                   |
| 2009-2010       | Liomatic Umbertide    | Serie A1     | 26      | 12      | 465     | 36/88            | 6/32             | 7/13             | 51                | 6                 | 32                | 12                | 97                |
| 2010-2011       | Liomatic Umbertide    | Serie A1     | 31      | 8       | 538     | 36/96            | 11/32            | 6/12             | 69                | 6                 | 30                | 12                | 111               |
| 2011-2012       | Liomatic Umbertide    | Serie A1     | 28      | 27      | 868     | 60/144           | 29/72            | 20/35            | 116               | 17                | 37                | 19                | 227               |
| Totale carriera |                       |              |         |         |         |                  |                  |                  |                   |                   |                   |                   |                   |

### Cronologia presenze e punti in Nazionale
| Cronologia completa delle presenze e dei punti in Nazionale - Italia | Cronologia completa delle presenze e dei punti in Nazionale - Italia | Cronologia completa delle presenze e dei punti in Nazionale - Italia | Cronologia completa delle presenze e dei punti in Nazionale - Italia | Cronologia completa delle presenze e dei punti in Nazionale - Italia | Cronologia completa delle presenze e dei punti in Nazionale - Italia | Cronologia completa delle presenze e dei punti in Nazionale - Italia | Cronologia completa delle presenze e dei punti in Nazionale - Italia |
| Data                                                                 | Città                                                                | In casa                                                              | Risultato                                                            | Ospiti                                                               | Competizione                                                         | Punti                                                                | Note                                                                 |
| -------------------------------------------------------------------- | -------------------------------------------------------------------- | -------------------------------------------------------------------- | -------------------------------------------------------------------- | -------------------------------------------------------------------- | -------------------------------------------------------------------- | -------------------------------------------------------------------- | -------------------------------------------------------------------- |
| 14/07/2010                                                           | Cavalese                                                             | Italia                                                               | 61 - 45                                                              | Turchia                                                              | Amichevole                                                           | 2                                                                    | [ 13 ]                                                               |
| 15/07/2010                                                           | Cavalese                                                             | Italia                                                               | 56 - 61                                                              | Lettonia                                                             | Torneo amichevole                                                    | 0                                                                    | [ 14 ]                                                               |
| 17/07/2010                                                           | Cavalese                                                             | Italia                                                               | 62 - 69                                                              | Turchia                                                              | Torneo amichevole                                                    | 6                                                                    | [ 15 ]                                                               |
| 23/07/2010                                                           | Konya                                                                | Turchia                                                              | 51 - 67                                                              | Italia                                                               | Torneo amichevole                                                    | 4                                                                    | [ 16 ]                                                               |
| 24/07/2010                                                           | Konya                                                                | Lettonia                                                             | 66 - 68                                                              | Italia                                                               | Torneo amichevole                                                    | 9                                                                    | [ 17 ]                                                               |
| 25/07/2010                                                           | Konya                                                                | Slovacchia                                                           | 54 - 71                                                              | Italia                                                               | Torneo amichevole                                                    | 4                                                                    | [ 18 ]                                                               |
| 02/08/2010                                                           | Cagliari                                                             | Italia                                                               | 69 - 76                                                              | Croazia                                                              | Qual. Euro 2011 - Girone A                                           | 5                                                                    | [ 19 ]                                                               |
| 05/08/2010                                                           | Courtrai                                                             | Belgio                                                               | 78 - 73                                                              | Italia                                                               | Qual. Euro 2011 - Girone A                                           | 2                                                                    | [ 20 ]                                                               |
| 11/08/2010                                                           | Cagliari                                                             | Italia                                                               | 87 - 72                                                              | Lituania                                                             | Qual. Euro 2011 - Girone A                                           | 2                                                                    | [ 21 ]                                                               |
| 14/08/2010                                                           | Almere                                                               | Paesi Bassi                                                          | 60 - 70                                                              | Italia                                                               | Qual. Euro 2011 - Girone A                                           | 2                                                                    | [ 22 ]                                                               |
| 17/08/2010                                                           | Gospić                                                               | Croazia                                                              | 74 - 63                                                              | Italia                                                               | Qual. Euro 2011 - Girone A                                           | 0                                                                    | [ 23 ]                                                               |
| 20/08/2010                                                           | Cagliari                                                             | Italia                                                               | 67 - 57                                                              | Belgio                                                               | Qual. Euro 2011 - Girone A                                           | 1                                                                    | [ 24 ]                                                               |
| 26/08/2010                                                           | Kaunas                                                               | Lituania                                                             | 81 - 83                                                              | Italia                                                               | Qual. Euro 2011 - Girone A                                           | 2                                                                    | [ 25 ]                                                               |
| 29/08/2010                                                           | Cagliari                                                             | Italia                                                               | 68 - 59                                                              | Paesi Bassi                                                          | Qual. Euro 2011 - Girone A                                           | 7                                                                    | [ 26 ]                                                               |
| 16/02/2011                                                           | Parma                                                                | Italia                                                               | 63 - 77                                                              | World Stars                                                          | Amichevole                                                           | 8                                                                    | [ 27 ]                                                               |
| 28/05/2011                                                           | Taranto                                                              | Italia                                                               | 63 - 42                                                              | Svezia                                                               | Amichevole                                                           | 0                                                                    | [ 28 ]                                                               |
| 30/05/2011                                                           | Taranto                                                              | Italia                                                               | 78 - 59                                                              | Svezia                                                               | Amichevole                                                           | 2                                                                    | [ 29 ]                                                               |
| 04/06/2011                                                           | Taranto                                                              | Italia                                                               | 76 - 55                                                              | Serbia                                                               | Qual. Euro 2011 - Additional T.                                      | 2                                                                    | [ 30 ]                                                               |
| 05/06/2011                                                           | Taranto                                                              | Italia                                                               | 57 - 78                                                              | Germania                                                             | Qual. Euro 2011 - Additional T.                                      | 0                                                                    | [ 31 ]                                                               |
| 07/06/2011                                                           | Taranto                                                              | Italia                                                               | 68 - 46                                                              | Belgio                                                               | Qual. Euro 2011 - Additional T.                                      | 5                                                                    | [ 32 ]                                                               |
| 08/06/2011                                                           | Taranto                                                              | Italia                                                               | 76 - 60                                                              | Romania                                                              | Qual. Euro 2011 - Additional T.                                      | 3                                                                    | [ 33 ]                                                               |
| 14/02/2012                                                           | Parma                                                                | Italia                                                               | 54 - 68                                                              | World Stars                                                          | Amichevole                                                           | 0                                                                    | [ 34 ]                                                               |
| 26/05/2012                                                           | Pomezia                                                              | Italia                                                               | 56 - 52                                                              | Paesi Bassi                                                          | Torneo amichevole                                                    | 5                                                                    | [ 35 ]                                                               |
| 27/05/2012                                                           | Pomezia                                                              | Italia                                                               | 56 - 58                                                              | Grecia                                                               | Torneo amichevole                                                    | 6                                                                    | [ 36 ]                                                               |
| 03/06/2012                                                           | Belgrado                                                             | Italia                                                               | 70 - 65                                                              | Israele                                                              | Torneo amichevole                                                    | 3                                                                    | [ 37 ]                                                               |
| 04/06/2012                                                           | Belgrado                                                             | Italia                                                               | 64 - 59                                                              | Romania                                                              | Torneo amichevole                                                    | 2                                                                    | [ 38 ]                                                               |
| 05/06/2012                                                           | Belgrado                                                             | Serbia                                                               | 88 - 61                                                              | Italia                                                               | Torneo amichevole                                                    | 5                                                                    | [ 39 ]                                                               |
| 12/06/2012                                                           | Riga                                                                 | Lettonia                                                             | 71 - 52                                                              | Italia                                                               | Qual. Euro 2013 - Gruppo E                                           | 0                                                                    | [ 40 ]                                                               |
| 20/06/2012                                                           | Frosinone                                                            | Italia                                                               | 86 - 37                                                              | Lussemburgo                                                          | Qual. Euro 2013 - Gruppo E                                           | 4                                                                    | [ 41 ]                                                               |
| 23/06/2012                                                           | Atene                                                                | Grecia                                                               | 53 - 64                                                              | Italia                                                               | Qual. Euro 2013 - Gruppo E                                           | 0                                                                    | [ 42 ]                                                               |
| 27/06/2012                                                           | Latina                                                               | Italia                                                               | 76 - 58                                                              | Finlandia                                                            | Qual. Euro 2013 - Gruppo E                                           | 4                                                                    | [ 43 ]                                                               |
| 30/06/2012                                                           | Latina                                                               | Italia                                                               | 60 - 57                                                              | Lettonia                                                             | Qual. Euro 2013 - Gruppo E                                           | 10                                                                   | [ 44 ]                                                               |
| 07/07/2012                                                           | Contern                                                              | Lussemburgo                                                          | 66 - 88                                                              | Italia                                                               | Qual. Euro 2013 - Gruppo E                                           | 2                                                                    | [ 45 ]                                                               |
| 11/07/2012                                                           | Latina                                                               | Italia                                                               | 68 - 61                                                              | Grecia                                                               | Qual. Euro 2013 - Gruppo E                                           | 12                                                                   | [ 46 ]                                                               |
| 14/07/2012                                                           | Vantaa                                                               | Finlandia                                                            | 62 - 82                                                              | Italia                                                               | Qual. Euro 2013 - Gruppo E                                           | 7                                                                    | [ 47 ]                                                               |
| 12/11/2012                                                           | Parma                                                                | Lavezzini Parma                                                      | 57 - 58                                                              | Italia                                                               | Amichevole                                                           | 6                                                                    | [ 48 ]                                                               |
| 21/01/2013                                                           | Chieti                                                               | CUS Chieti                                                           | 35 - 75                                                              | Italia                                                               | Amichevole                                                           | 7                                                                    | [ 49 ]                                                               |
| 18-5-2013                                                            | Bourg-en-Bresse                                                      | Francia                                                              | 72 - 43                                                              | Italia                                                               | Amichevole                                                           | 5                                                                    | [ 50 ]                                                               |
| 19-5-2013                                                            | Roanne                                                               | Francia                                                              | 67 - 39                                                              | Italia                                                               | Amichevole                                                           | 0                                                                    | [ 51 ]                                                               |
| 20-5-2013                                                            | Clermont-Ferrand                                                     | Francia                                                              | 82 - 58                                                              | Italia                                                               | Amichevole                                                           | 4                                                                    | [ 52 ]                                                               |
| 24/05/2013                                                           | Frosinone                                                            | Italia                                                               | 48 - 47                                                              | Bulgaria                                                             | Amichevole                                                           | 11                                                                   | [ 53 ]                                                               |
| 25/05/2013                                                           | Frosinone                                                            | Italia                                                               | 61 - 50                                                              | Bulgaria                                                             | Amichevole                                                           | 2                                                                    | [ 54 ]                                                               |
| 31-5-2013                                                            | Belgrado                                                             | Montenegro                                                           | 48 - 63                                                              | Italia                                                               | Torneo amichevole                                                    | 6                                                                    | [ 55 ]                                                               |
| 1-6-2013                                                             | Belgrado                                                             | Serbia                                                               | 53 - 73                                                              | Italia                                                               | Torneo amichevole                                                    | 2                                                                    | [ 56 ]                                                               |
| 2-6-2013                                                             | Belgrado                                                             | Canada                                                               | 50 - 52                                                              | Italia                                                               | Torneo amichevole                                                    | 0                                                                    | [ 57 ]                                                               |
| 5-6-2013                                                             | Mogilev                                                              | Ucraina                                                              | 69 - 60                                                              | Italia                                                               | Torneo amichevole                                                    | 6                                                                    | [ 58 ]                                                               |
| 6-6-2013                                                             | Mogilev                                                              | Bielorussia                                                          | 75 - 67                                                              | Italia                                                               | Torneo amichevole                                                    | 0                                                                    | [ 59 ]                                                               |
| 15-6-2013                                                            | Vannes                                                               | Italia                                                               | 64 - 63                                                              | Svezia                                                               | EuroBasket 2013 - Prima fase Gruppo B                                | 4                                                                    | [ 60 ]                                                               |
| 16-6-2013                                                            | Vannes                                                               | Spagna                                                               | 71 - 59                                                              | Italia                                                               | EuroBasket 2013 - Prima fase Gruppo B                                | 2                                                                    | [ 61 ]                                                               |
| 17-6-2013                                                            | Vannes                                                               | Russia                                                               | 72 - 66                                                              | Italia                                                               | EuroBasket 2013 - Prima fase Gruppo B                                | 2                                                                    | [ 62 ]                                                               |
| 20-6-2013                                                            | Lilla                                                                | Turchia                                                              | 66 - 46                                                              | Italia                                                               | EuroBasket 2013 - Seconda fase Gruppo E                              | 5                                                                    | [ 63 ]                                                               |
| 22-6-2013                                                            | Lilla                                                                | Italia                                                               | 58 - 47                                                              | Slovacchia                                                           | EuroBasket 2013 - Seconda fase Gruppo E                              | 4                                                                    | [ 64 ]                                                               |
| 24-6-2013                                                            | Lilla                                                                | Italia                                                               | 66 - 60                                                              | Montenegro                                                           | EuroBasket 2013 - Seconda fase Gruppo E                              | 0                                                                    | [ 65 ]                                                               |
| 26-6-2013                                                            | Orchies                                                              | Serbia                                                               | 85 - 79                                                              | Italia                                                               | EuroBasket 2013 - Quarti di finale                                   | 9                                                                    | [ 66 ]                                                               |
| 27-6-2013                                                            | Orchies                                                              | Rep. Ceca                                                            | 72 - 68                                                              | Italia                                                               | EuroBasket 2013 - Semifinali finale 5º-8º                            | 2                                                                    | [ 67 ]                                                               |
| 29-6-2013                                                            | Orchies                                                              | Svezia                                                               | 77 - 60                                                              | Italia                                                               | EuroBasket 2013 - Finale 7º-8º                                       | 3                                                                    | [ 68 ]                                                               |
| Totale                                                               |                                                                      | Presenze                                                             | 56                                                                   |                                                                      | Punti                                                                | 206                                                                  |                                                                      |

## Palmarès
- Coppa Italia: 2
Ragusa: 2019; Famila Schio: 2021
- Supercoppa italiana: 1
Famila Schio: 2019